# Dziekiszki
Dziekiszki – dawny zaścianek. Tereny, na których był położony, leżą obecnie na Białorusi, w obwodzie witebskim, w rejonie postawskim, w sielsowiecie Komaje.

## Historia
W czasach zaborów w gminie Komaje, w powiecie święciańskim Imperium Rosyjskiego. W 1905 roku liczył 18 mieszkańców, 50 dziesięcin, własność Werygi.
W dwudziestoleciu międzywojennym zaścianek leżał w Polsce, w województwie wileńskim, w powiecie postawskim, w gminie Komaje.
W 1931 w 2 domach zamieszkiwało 11 osób.
Miejscowość należała do parafii prawosławnej w Komajach. Podlegała pod Sąd Grodzki w Hoduciszkach i Okręgowy w Wilnie; właściwy urząd pocztowy mieścił się w Komajach.